# 萬国福音教団
萬国福音教団（ばんこくふくいんきょうだん）は日本のプロテスタント系宗教団体。長野県松本市に本部がある。

## 歴史
- 1948年2月中沢博を中心にして設立された。中沢は柘植不知人の弟子であった、三宅醇三の弟子である。
- 長野県の各地と新潟県柏崎市に伝道所がある。

## 特徴
- 「福音の霊的高次元性を強調し、神の次元秩序の原理を究明するとともに、福音の究極目的たる創造界の開明を使命とする。」ことを目指している。この福音を「第三の福音」と自称している。

## 批判
東京基督教大学 国際宣教センター・日本宣教リサーチの『JMR調査レポート（2017年4月）』では「教義上あるいは信仰の実践上、キリスト教もしくはプロテスタントの一派と見なすことが困難とされるグループや教会の１つ」として、イエス之御霊教団、真イエス教会、聖書研究会、基督心宗教団、復元イエス・キリスト教団、セブンスデー・アドベンチスト教会、アメン教団、日本基督召団、地元に在って合一である立場に立つ教会、原始福音（キリストの幕屋）、同仁キリスト教団と共に萬国福音教団を挙げている。